# Mohamed El Amine Aouad
Mohamed El Amine Aouad (El Bayadh, 20 september 1984) is een Algerijns voetballer die bij voorkeur als middenvelder speelt. Hij verruilde in juli 2014 MC Oran voor ASM Oran.